# Dahmeweg (Berlin)
Der Dahmeweg ist mit der Nummer 9 einer der 20 grünen Hauptwege. Das ist eine Zusammenstellung von 20 Wanderwegen durch das Berliner Stadtgebiet mit einer Gesamtlänge von rund 550 Kilometern. Ziel ist es, „Wohngebiete mit den vielfältigen Erholungsmöglichkeiten in Parkanlagen und Naherholungsgebieten von Berlin und Brandenburg“ (Senatsverwaltung für Stadtentwicklung und Umwelt) miteinander zu verknüpfen. Der Fußgänger soll dabei die Möglichkeit haben, „die Stadt als eine Verbindung von Kultur, Geschichte und Ökologie intensiv zu erleben“.

## Verlauf
Der Dahmeweg erschließt auf 21 Kilometern das Ufer der Dahme bis zur Mündung in die Spree in Köpenick. Nicht immer kann der Weg dem Ufer folgen, teilweise bestehen seenartige Erweiterungen, wie im Waldabschnitt zwischen dem Strandbad Grünau und dem Villenviertel Karolinenhof. Am Wege sind Mietshäuser aus der Gründerzeit, Villen, Yachten und historische Wassersport-Vereinshäuser zu sehen. Im verbauten Gebiet findet sich mancher Stichweg zum Ufer, und berührt wird der historische Ortskern von Schmöckwitz. Im südlichen Abschnitt dominiert Natur bis zur Landesgrenze und darüber hinaus. Die Straßenbahn erleichtert den Gang auf dem Hauptweg und wird zur Uferstraßenbahn, die durch den Wald fährt.

### Köpenick

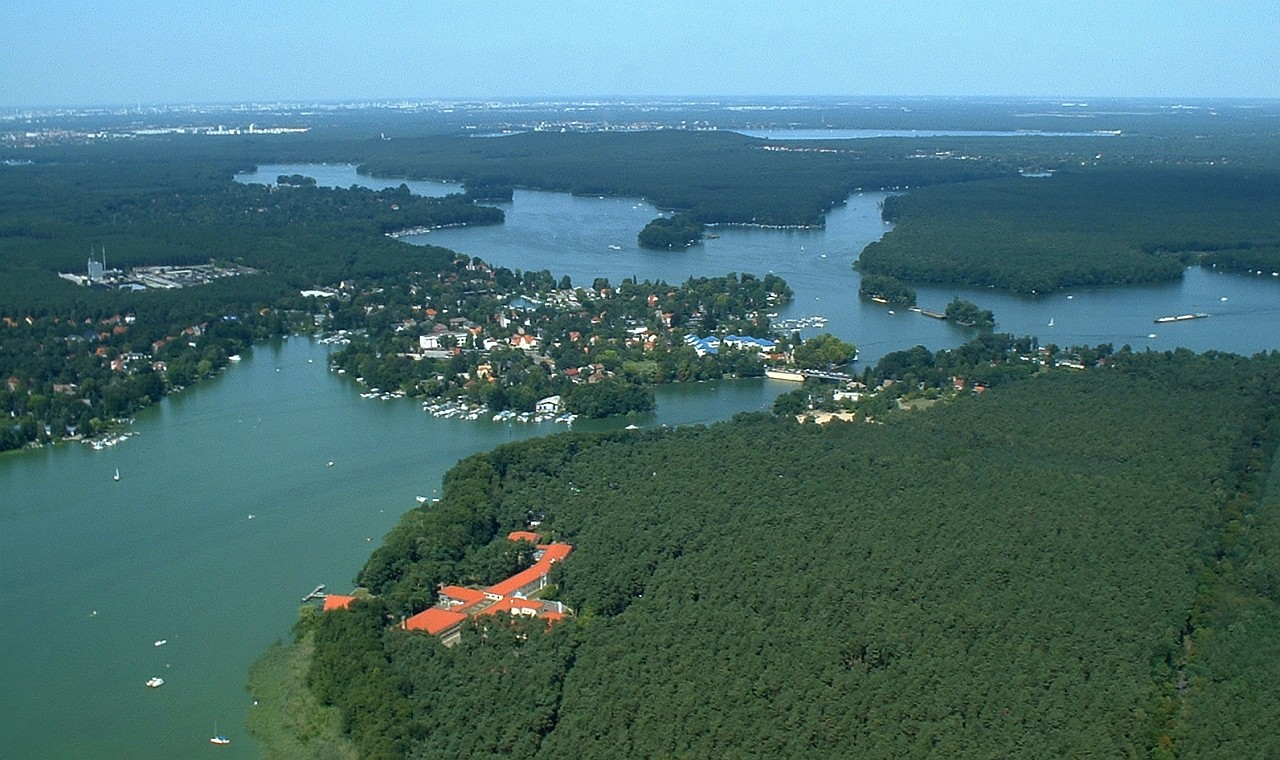
Luftbild auf die Dahme links über Schmöckwitz hinweg in Richtung Köpenick

Den Startpunkt in Köpenick hat der Dahmeweg am Köllnischen Platz, am westlichen Brückenkopf der Langen Brücke, die über die Dahme führt. Die Dahme benötigt noch 350 Meter bis zur Spree (Spreeeck), wohin auch der Spreeweg führt, der den Lauf der Spree begleitet. Der Dahmeweg führt an deren Unterlauf nach Süden auf der Grünauer Straße gegenüber der Köpenicker Schlossinsel. Das Dahmeufer selbst liegt an den Grundstücken und ist nicht direkt begehbar. Da die meisten Grundstücke in der Köpenicker Ortslage Köllnische Vorstadt bis ans Ufer der Dahme reichen, gibt es keinen Uferweg. Ein Blick aufs Wasser ist zwischen den Gebäuden hin und wieder möglich, teils über Zäune hinweg, teils auch begehbar. An der Müllerecke, einer Landzunge an der Dahme und an schmalen Stellen zwischen Straße und Dahme, wie gegenüber der Rohrwallinsel (Grünauer Straße 153), sind Blicke und Zugänge möglich. Gegenüber der Rohrwallinsel liegt an der anderen Straßenseite die Justizvollzugsanstalt und die KGA ‚Grünauer Straße 1920‘. Meist stehen an der Grünauer Straße Altbauten und nach Süden hin Neubauten sowie sanierte Altneubauten. Um die Straßenteile der Verkehrsstraße ohne Dahmeblick zu überwinden, besteht die Möglichkeit, diese Wegeabschnitte mit der Fahrt der Straßenbahn nach Schmöckwitz zu verkürzen. Der Köpenicker Teil des Hauptwegs endet mit der Grünauer Straße am Teltowkanal mit der Grünauer Brücke.

### Grünau

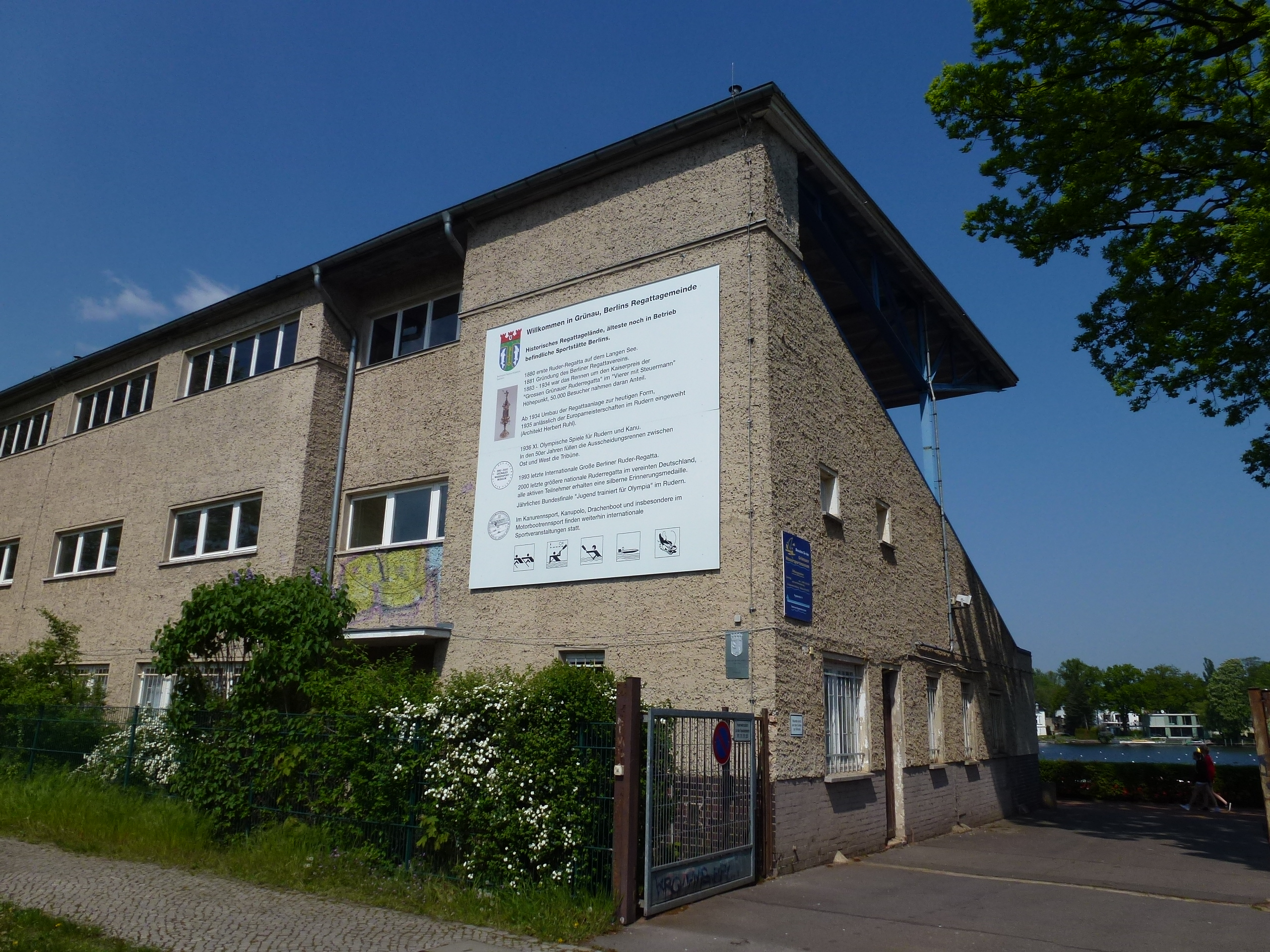
Tribüne der Regattastrecke am Dahmeweg

Am Südufer des Teltowkanals beginnt der Ortsteil Grünau. Nach der Brücke in den Tauchersteig hinein beginnt der Teltowkanalweg. Am südlichen Brückenkopf (Südufer des Teltowkanals) wechselt der Hauptweg in die Regattastraße. Das Ufer des Kanals bis an die Dahme ist nur bedingt zugänglich. Auf der Brachfläche werden Baustellen vorbereitet (in Planung: Wohngebiet ‚Puerto verde‘). Der Dahmeweg führt auf der Regattastraße entlang und biegt dann links in einen Seitenarm der Regattastraße (Haltestelle: Friedrich-Wolf-Straße). Hier führt der Hauptweg für 220 Meter direkt ans Dahmeufer. Auf der dahmenahen Grünfläche geht es an der Schlierseestraße vorbei für 310 Meter am Dahmeufer entlang, bis die Häuser der Königsseestraße das Abbiegen nach rechts erfordern. Am Ende der Grünfläche biegt der Hauptweg nach links in die Dahme- und an deren Ende nach rechts in die Rießerseestraße. Hier geht es zurück auf die Regattastraße und auf dieser nach links. Die Wassersportallee verläuft quer zum grünen Hauptweg 09 auf der Regattastraße. Nach links zur Dahme wird die Fähre F12 zwischen Grünau und Wendenschloss erreicht. Die Straßenbahn fährt hier rechts ab zum S-Bahnhof Grünau. Der Dahmeweg verläuft auf der Regattastraße zwischen Villen (links) und Wald (rechts), an Büxenstein- und Libboldallee vorbei. Links der Straße liegen kleine Grünanlagen mit Bänken und Hecken direkt bis an Dahmeufer.
200 Meter weiter liegt die Regattatribüne, davor das Wassersportmuseum und gegenüber die Revierförsterei Grünau vor der KGA ‚Grünau (Bullenwiese)‘. Die Schmöckwitz–Grünauer Uferbahn kommt durch die Straße Zur Uferbahn wieder auf die Uferstraße. Der Weg bleibt hinter der Regattatribüne auf der Regattastraße und führt uferfern am Langen See mit der Regattastrecke Grünau weiter, Blicke auf die Dahme zwischen den Gebäuden in der Uferzone sind möglich. Der Lange See ist die Erweiterung des Dahmelaufs. An der Rabindranath-Tagore-Straße wird die Regattastraße zur Sackgasse und dadurch ruhiger. Von Regattastraße 277 an der Haltestelle ‚Regattastraße/Sportpromenade‘ ist wieder Uferzugang möglich und als ideale Wegführung vorgesehen, jedoch an der Sportpromenade (als Fortsetzung der Regattastraße) wegen des Bundesolympiastützpunkts Rudern- und Kanurennsport nicht möglich. Der Hauptweg verbleibt auf der Sportpromenade, an der rechten Seite liegt der Forst des NSG ‚Krumme Lake‘, und führt am Strandbad Grünau vorbei. Nach dem Strandbad ist Uferzugang auf dem als Fuß-/Radweg ausgewiesenen Uferweg erreicht, der Fahrzeugverkehr ist auf der Sportpromenade durch Sperrpfeiler verhindert. Begleitet wird der Weg von der Straßenbahntrasse an der Spreeheide, die aber an der Bammelecke die Landzunge abkürzt. Der Ufer- und Hauptweg verläuft ufernah um die Bammelecke, das Ostende des Langen Sees und das Ende der Regattastrecke. An der Bammelecke wendet die Dahme in Fließrichtung von Süd-Nord nach Ost-West. Deshalb wendet sich der Dahmeweg – gegen die Fließrichtung begangen – am Ufer entlang nach Süden und trifft auf die Straßenbahnführung. Nach 730 Metern von der Bammelecke und 440 Metern der Straßenbahntrasse ist die Landzunge Richtershorn, mit der gleichnamigen Gaststätte erreicht.

### Schmöckwitz

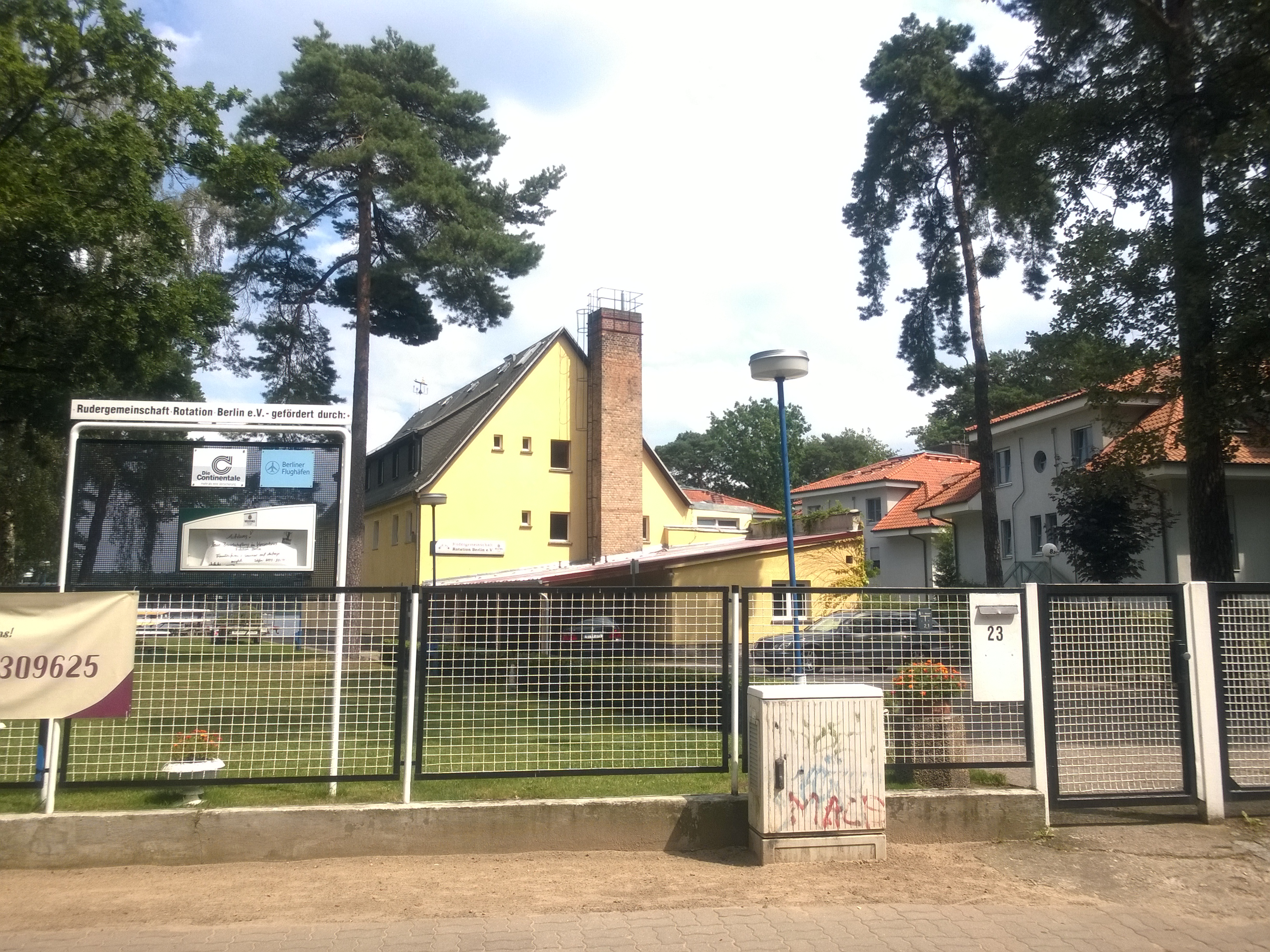
Rudergemeinschaft Rotation

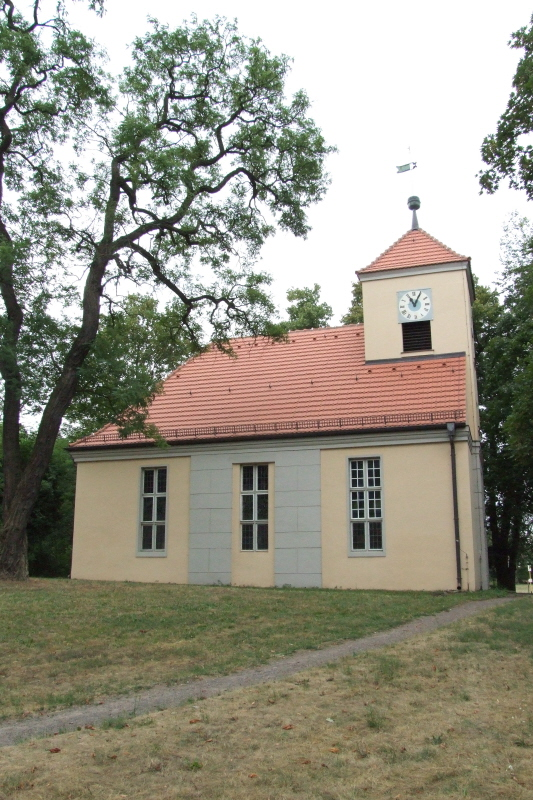
Dorfkirche Schmöckwitz

An der Halbinsel Richtershorn vorbei wird in Höhe der Insel Großer Rohrwall der Ortsteil Schmöckwitz betreten. Der Weg für 300 Meter weiterhin zwischen Wald, Straßenbahn und Dahme erreicht das bebaute Gelände von Karolinenhof. In dieser Villenkolonie liegen wiederum Wassergrundstück ohne öffentlichen Uferzugang zur Dahme. So wird der Hauptweg an den Grundstücken vorbei über Rehfeldtstraße und Rohrwallallee geführt. Die vier Querstraßen (Schappachstraße, Krugauer Steig, Lübbenauer Weg, Biebersdorfer Weg) in der Ortslage sind Stichstraßen zum Dahmeufer, die auch den Blick zur Insel Kleiner Rohrwall erlauben. Am Krimnitzer Weg nach links wird die kompakte Bebauung von Karolinenhof verlassen, einige weitere dahmeseitige Grundstücke mit Bootsstegen versperren das Ufer. So führt der Hauptweg etwas landwärts an einem Waldstreifen entlang, der 200 Meter vom parallelen Adlergestell liegt. Nach 250 Metern durchbricht ein grünes Band am Tourensegler Grünau 1898 die Grundstückslagen. Nach weiteren 250 Metern geht es auf der Windwallstraße mit dem Zugang zur (Saison-)Fähre F21 zur Krampenburg weiter. An der Straße Zum Seeblick nach rechts, Adlergestell nach links, in den Imkerweg und Am Seddinsee wird der Yachthafen Schmöckwitz (Rötschhafen) umgangen. Als Straße endet das Adlergestell am historischen Ortskern Schmöckwitz, in der Ringstraße Alt-Schmöckwitz endet die Straßenbahnlinie 68 und die Buslinien 168 und 733 übernehmen weiteren Verkehr. Alt-Schmöckwitz liegt zwischen dem Seddinsee und dem Stausee Die Grimnitz. Die Dahme kommt vom Zeuthener See durch die Schmöckwitzer Brücke aus Brandenburg. Die Stadtgrenze Berlins zu Eichwalde, südlicher zu Zeuthen liegt in Richtung zur Quelle in der Mitte der Dahme und deren Erweiterung, dem Zeuthener See. Der Dahmeweg führt auf der Wernsdorfer Straße über die Dahmebrücke hinüber. Am Ostufer der Dahme beginnt die Seddinpromenade auf der linken Seite der Wernsdorfer Straße.

### Am Oder-Spree-Kanal

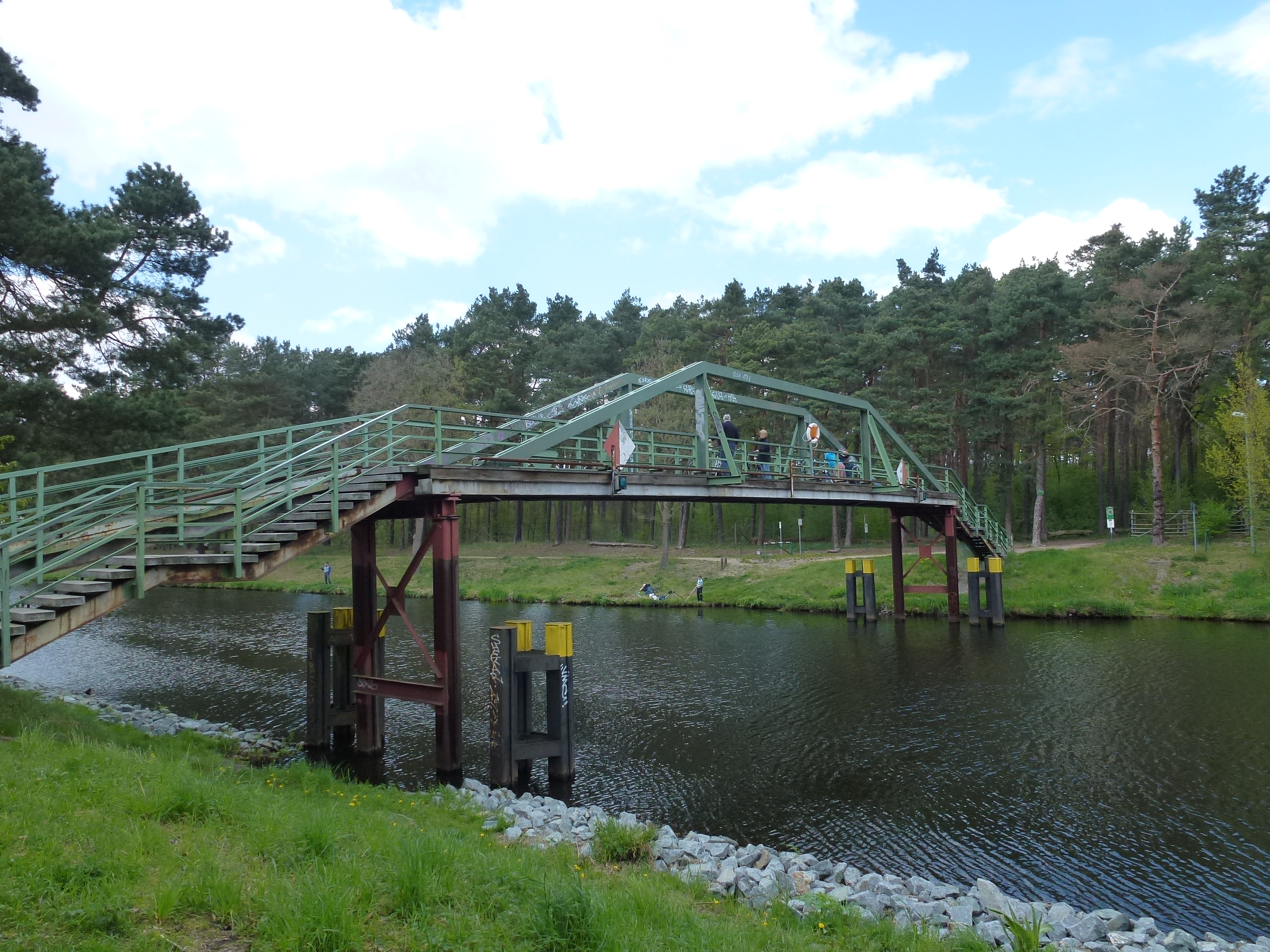
Brücke über den Oder-Spree-Kanal

Der Hauptweg nutzt die Seddinpromenade am Südufer des Seddinsees. Zwischen Seddinsee und dem Forst des Schmöckwitzer Werder (mit den Schwarzen Bergen) geht es 1,2 Kilometer am Ufer bis zur Seddinhütte mit der Ausfahrt des Oder-Spree-Kanals. Am Südufer dieses Kanals und zur Rechten der Forst ‚Schmöckwitzer Werder‘ wird die Ortslage Schmöckwitzwerder erreicht. An der Schmöckwitzwerder Brücke, einer Fußgängerbrücke über den Kanal, wird der Weg nach rechts an der ‚Akademie Berlin-Schmöckwitz‘ entlang genommen und an der Wernsdorfer Straße vor der KGA ‚Naturfreunde Köpenick‘ geht es nach links zur Stadtgrenze. Hier endet der Dahmeweg, weiter geht es über die Brücke des Kanals zwischen Wernsdorfer See und Krossinsee auf Brandenburger Gebiet zur Dorfstraße in Wernsdorf, einem Stadtteil von Königs Wusterhausen.
In Brandenburg führt auf der Niederlehmer Straße südwärts der Wanderweg 3 nach Ziegenhals und zum Großen Zug, wo in Niederlehme wieder die Dahme zu erreichen ist. Nach Norden durch Gosen (Spreenhagen) lässt sich der Bus zurück nach Berlin-Müggelheim und Köpenick nutzen.

## Nahverkehrsanschlüsse
Erschlossen wird der Zugang zum Dahmeweg von den S-Bahnhöfen Spindlersfeld und Grünau aus und die begleitende Straßenbahnlinie.